# Kotor-Varoš
Kotor-Varoš (szerbül: Котор Варош), város és az azonos nevű község központja Bosznia-Hercegovinában, a Bosanska Krajina keleti részén, a Szerb Köztársaságban.

## Fekvése
A település Bosznia-Hercegovina északi részén, Banja Lukától légvonalban 22, közúton 32 km-re délkeletre, a Vrbanja-folyó völgyében és a környező hegyeken, 264-625 méteres magasságban fekszik. A Vrbanja völgyének ez a középső része, melyet Kotor-Varoš-i völgynek is neveznek, a Borja és Uzlomec (a Vrbanja folyó jobb partján), valamint Čemernica, Skatavica és Lipovac (balról) hegységek lejtői határolják. A község területe tágabb értelemben délen Travnik, keleten Tešanj, Teslička, Doboj és Prnjavor, északnyugaton Banja Luka és délnyugaton Jajce között található.
A mai város Kotor és Donji Varoš egyesüléséből jött létre. Donji Varoš régiségét tekintve időrendben későbbi település. A régió többi városához hasonlóan a helyi kotori erőd mellett hozták létre, amely alapítása óta a Hrvatinić család székhelye volt. Donji Varoš területe átfogja az egykori Idriza Masle utca északkeleti részét az Uzlomac-patakig (a Vrbanja folyó jobb oldali mellékfolyója), ideértve a Varoška mecsetet (a mai Cara Dušana utcában) is. Donji Varoš gyorsabban urbanizálódott, mint maga az erőd alatt fekvő Kotor település, és mára itt ipari övezet alakult ki. A 20. század ötvenes-hatvanas éveiben ennek a településnek a nevét a Kotor névvel egyesítették, és az egyesített település neve Kotor-Varoš lett.
Ennek a területnek a közepén, mintegy 85 km hosszan folyik a Vrbanja, amely a Vlašić-hegység alatt, a Prelivodán ered, 1530 méteres magasságban. A forrástól az orbászi torkolatáig, Banja Luka közelében, dombok, dombok és szorosok között folyik, nagy kanyarulatokkal, a környező patakokból, a dombokból becsatlakozó kisebb folyókból gyarapodva. A Vrbanja a forrástól a torkolatig körülbelül 1356 métert ereszkedik le, völgyét hosszanti irányban két, nagyjából egyenlő részre osztva. A Podbrđe és Kotor-Varoš közötti területen hét, Kotor-Varoštól Vrbanjaciig hat, Vrbanjacitól Čitlukig hét malom állt a Vrbanja folyón. A folyónak ezen a részén a jobb oldalról Smrdelj, Varoški potok és Svinjara, balról pedig a Demićka folyó, a Rika, Jakotina, Gubavac, Durtovački potok és Bijeli potok ömlik be a Vrbanjába. Számos kis malom őrölt rajtuk: 10 vízimalom a Jakotinán, hat-hét a Podbrđe területén folyó Ricán, a Zabrđén átfolyó Kobašon, a Svinjara és más patakokon. Ma már sok nincs meg, de ami megmaradt, fokozatosan helyreállítják vendéglátás, turizmus és kikapcsolódás céljából. Kotor Varoš környéke számos ivóvízforrásban is gazdag.
A Vrbanja mentén termékeny szántóföldek és rétek húzódnak, a magaslatok felé pedig keskenyebb-szélesebb dombsáv húzódik, amely fokozatosan átmegy dombos-hegyes területté. Közép-Boszniára jellemző ennek a vidéknek a növény-, állat- és növényvilága, amelyet rétek és legelők élőközösségei, tölgyes-gyertyános erdői jellemeznek, majd a magaslatok felé vegyes lomb- és tűlevelű állományok sávjai. Az agrobiocenózisokban hagyományos zöldségeket, gyümölcsöket és gabonaféléket termesztenek, és a közelmúltban új mezőgazdasági növényeket vezettek be (bogyó, szőlő, arónia és mások).

## Éghajlata
Kotor-Varoš területe a pre-dinári biogeográfiai zónába tartozik, ahol az éves hőmérséklet a januári 12 °C és a júliusi 20 °C között mozog. A tavasz és a nyár sokkal korábban kezdődik a Kotor-Varoš környéki síkságon, mint a környező magas-dombos és hegyvidéki területeken, ami jól látható a hótakaró mozgásában és az erdők tavasz eleji lombhullásában. Az ősz és a tél szeszélyes, több hideg, mint meleg nap van az évben. Vrbanja mentén, Podbrđétől Obodnikig gyakoriak az erős szelek (különösen a déli szelek) és a viharok, amelyek nagy anyagi károkat okoznak, és az elmúlt évtizedben emberéleteket is követeltek.

## Népessége

### A település népessége
| Nemzetiségi csoport | Népesség 1991 | Népesség 2013 |
| ------------------- | ------------- | ------------- |
| Szerb               | 2522          | 6251          |
| Bosnyák             | 1800          | 920           |
| Horvát              | 2432          | 252           |
| Jugoszláv           | 547           | 15            |
| Egyéb               | 110           | 165           |
| Összesen            | 7411          | 7603          |

### A község népessége
| Nemzetiségi csoport | Népesség 1991 | Népesség 2013 |
| ------------------- | ------------- | ------------- |
| Szerb               | 14056         | 13091         |
| Bosnyák             | 11090         | 5234          |
| Horvát              | 10695         | 1116          |
| Jugoszláv           | 745           | 19            |
| Egyéb               | 267           | 250           |
| Összesen            | 36853         | 19710         |

## Története

### Ókor
A város területe régészetileg eddig kevéssé kutatott, az azonban tudható, hogy ennek a vidéknek az első ismert lakói az illírek voltak. Az i. e. 4. században erre a területre a kelták hatoltak be, majd az ókor vége felé az Orbász, a Vrbanja és a Szana folyók környékét a maezei illír törzs lakta. A rómaiak csak az 1. században hódították meg ezt a területet, akik hamarosan beolvasztották a maradék illír lakosságot. Ebből az időszakból több lelőhely is utal római épületekre: így Šiprage településen, a Crkvenica és a Vrbanje találkozásánál, ahol 1981-ben egy 3.-5. századi ókeresztény bazilika maradványaira bukkantak. Római téglákat több helyen is találtak: a mai Maslovaréban, majd Pobrđében és Zabrđében, valamint a Svinjar-patak és a Vrbanja folyó találkozásánál, valamint a Banja Lukából Kneževo felé vezető úton.

### Középkor
A 7. században erre a területre délszlávok érkeztek, akik az őslakosokkal keveredve a mai napig ott maradtak. A Balkán-félsziget ezen részének elszlávosodásával létrejöttek a délszlávok első államai, köztük az első boszniai állam a 10. században. A dukljai pap krónikája szerint a 12. század közepén Uskoplje, Pljeva és Luka plébánia területe Boszniához tartozott. A bosnyákok bogumil vallása a keresztesek többszöri betörése ellenére is sokáig ellenállt, és végül csak a 13. században fojtották el. A Kotor középkori vára melletti első település minden bizonnyal jóval a 9. század előtt létezett, mert megbízható források szerint ezt megelőzően „többször is elpusztult”. Ez az információ Baltazar Splićanin tagadhatatlanul későbbi munkájából származik, aki a 9. századi események kapcsán a mai Kotor város nevének eredetét Boka Kotorskával (Kotori-öböl) hozza kapcsolatba, amely Risanhoz hasonlóan akkor a Boszniai Királyság délkeleti részének határvidékén volt. Kotor elnevezésével kapcsolatban mindkét forrás azt állítja, hogy a magyarok akkoriban többször is megszállták a Boszniai Királyságot, és többször is feldúlták a boszniai Kotor város területét, amelyet Gerard Rudniger geográfiájának második könyvében Vesekatro néven jelölt meg, és „Banja Luka közelébe” helyezett. Ez az elnevezés talán a vazallus kifejezésből (latin vassallus, vassus = szolga, a frank király, majd más európai uralkodók alattvalója, aki hűbérbirtokként vagy hűbérbirtokként kapja meg a birtokot a királytól) és a cataro (=kathar) birtokos melléknév összetétéléből származik. Nem zárható ki az sem, hogy Vasekatro a katarok menedékhelye és/vagy települése volt, hiszen a váza (văs, vasis, văsa, vasōrum = edény, hadieszköz) és a kezes ( văs, vădis) főnevek latin terminusai is rendelkeznek ezzel a szótővel.
A kotori bosnyák nemesek, név szerint Nedor, Miroslav és Vuksan, valamint néhányan, miután megtudták, hogy új város épül a tengernél, minden nagy értékű arany- és ezüstvagyonukkal elindultak az ismert hely felé, mivel a Boszniai Királyság gazdag volt nemesfémércekben. Amikor Mihajlo Solinjanin szerint (Dalmácia leírásában) a három nemes megérkezett Risanba, kinyilvánították, hogy ott egy erődöt építenek, ahol biztonságban lesznek. Amikor erről értesültek az akkori Askrivija település polgárai, felszólították őket, hogy a tervezett költséget fektessék be a már megkezdett vár építésére, „és éljenek együtt igazi barátként és polgárként”. A nemesek nem fogadták el azonnal ezt a javaslatot, de néhány nap múlva azt válaszolták, készek eleget tenni kérésüknek, de azzal a feltétellel, hogy az új várat szülőföldjükről, Kotorról nevezzék el. Az askrivijaiak ezt nem fogadták el, de később (mondja a Solinjanin) püspökük unszolására megegyeztek abban, hogy sorsot vetnek, és így eldöntik, minek nevezik el a várat. A sors pedig a kotori bosnyákoknak kedvezett.
A településről a következő írásos dokumentumok 1322-ből, 1323-ból és 1412-ből származnak. Az első II. István bosnyák bán (1322-től 1353-ig töltötte be ezt a tisztséget) oklevele, aki 1322-ben Vukosava Hrvatinićnek adta át Danica és Vrbanja plébánia területét Kjluč és Kotor váraival, amiért az segített neki a hatalom átvételekor a Babonićokkal vívott konfliktusban. Hrvatinić feudális birtokát később, 1404-ben még tovább bővítette Hrvoje Vukčić Hrvatinić, akit a Donji Kraj (az Orbász folyótól a Szana folyóig terjedő terület, majd később még tovább bővült) urának neveztek. I. Lajos és Zsigmond magyar királyok ugyan megpróbálták meghódítani Boszniát, de nem jártak sikerrel. Zsigmond magyar király 1411-ben elismerte Hrvoj Vukčić Hrvatinićnek a Donji Kraj birtoklását. Abban az időben a Banja Luka melletti Tijesnóban található Kotor és Zvečaj városok a boszniai állam védelme szempontjából stratégiai jelentőséggel bírtak. Kotor plébániáját Mária születésének szentelték. A plébánia a Bosna Srebrena-i Szent Kereszt ferences tartományához, és a Jajcai ferences kolostor területéhez tartozott. A kotori plébánia első említése 1623-ban történt. Nem tudni, hogy korábban plébániaként is létezett-e. Azonban már a késő középkorban, Bosznia török hódítása előtt több templomot említenek a környéken, ami az akkor fejlett keresztény közösségről beszél. A törökök bejövetelével a templomokat lerombolták. A plébánia igen régi anyakönyvekkel rendelkezik, amelyeket 1747 óta vezetnek.

### A török uralom időszaka
Kotor-Varošban találhatóak az ősi Kotor, vagy egyes okiratok szerint Bobas erőd maradványai, amelyet először 1322-ben említenek, amikor a Vrbanja plébániához tartozott, és egyfajta előőrsként szolgált Jajca számára, a Bosznia elleni egyre gyakoribb magyar támadások miatt. Kotor középkori vára 1519-től török igazgatás alatt állt. Aztán Kotor település mellett a mai Donji Varoš területén kialakult Varoš település. Đurđević régész szerint a város mindkét irányú terjeszkedése egy olyan város létrejöttét eredményezte, amely a nevében mindkét nevet megtartotta, és a következő településeket foglalta magában: Kotor Katolički, Kotori Turski, Čepak, Slatina és Varoš, amelyet az akkori népszámlálás irataiban, 1889-ben említettek először ezen a néven. A 17. század elején a kotori vár alatti település kisebb volt, mint a mai Večići falu, és csak a század végén és a következő század elején kezdett terjeszkedni. Ehhez hozzájárult a lakosság akkori vándorlása erre a területre. A telepesek között voltak a távoli Anatóliából érkezett törökök és Hercegovinából származó muszlimok, akik itt szereztek ingatlanokat, és elhagyták addigi terméketlen lakhelyüket. Banja Lukából, Jajcából, Travnikból és Visokóból is jöttek emberek. A horvát bevándorlók közül a legtöbb dalmát volt, néhány Kupres környékéről, míg a szerb családok Hercegovinából, Mrkonjić-Grad környékéről, valamint Prnjavor környékéről származtak, amikor a 18. században a Száva folyótól délre megjelent a pestis. Amikor a pestis „átsöpört” Kotor lakosságán (1732), a helyi lakosság más területekre menekült, beleértve a Banja Lukától északnyugatra fekvő falvakat.

### A várossá alakulás útján
A térség 1878-ig tartozott az Oszmán Birodalomhoz, ekkor a berlini kongresszus határozata alapján az Osztrák-Magyar Monarchia része lett. A városban két mecset és két templom épült: egy katolikus és egy ortodox. A 4 osztályos elemi iskola csak 1892-ben, Bosznia osztrák-magyar megszállása után épült, és sokáig egyedüli volt a környéken. Ekkor épült meg a Banj Luka – Kotor-Varoš – Teslić út és a kórház, ami a maslovarei szénbánya megnyitásával és a Banja Lukába vezető keskeny nyomtávú vasút megépítésével egyfajta fejlődés kezdete volt.” 1879-ben az első osztrák-magyar népszámlálás során a Banja Luka-i járáshoz tartozó Kotor Katolički településnek 18 háztartása és 126 római katolikus lakosa, Kotor Turski településnek 15 háztartása és 97 muszlim lakosa volt. Az első szerbek csak a 19. század második felében kezdtek betelepülni, a az ortodox templom építése 1902-ben kezdődött. 1910-ben már Kotor Varoš néven járási székhelyként 279 háztartást, 187 ortodox, 607 muszlim, 752 római katolikus és 2 görög katolikus lakost találtak. A monarchia szétesésével 1918-ban előbb a Szerb-Horvát-Szlovén Királyság, majd 1929-től a Jugoszláv Királyság része. 1921-ben a város 1428 lakosából 123 ortodox, 658 római katolikus, 644 muszlim és 3 görög katolikus volt. Az 1929-es törvény értelmében, amikor Bosznia-Hercegovinát négy banovinára, Drinskára, Vrbaskára, Zetskára és Primorskára osztották, a település a Vrbaska banovina része lett, amelynek székhelye Banja Luka volt.

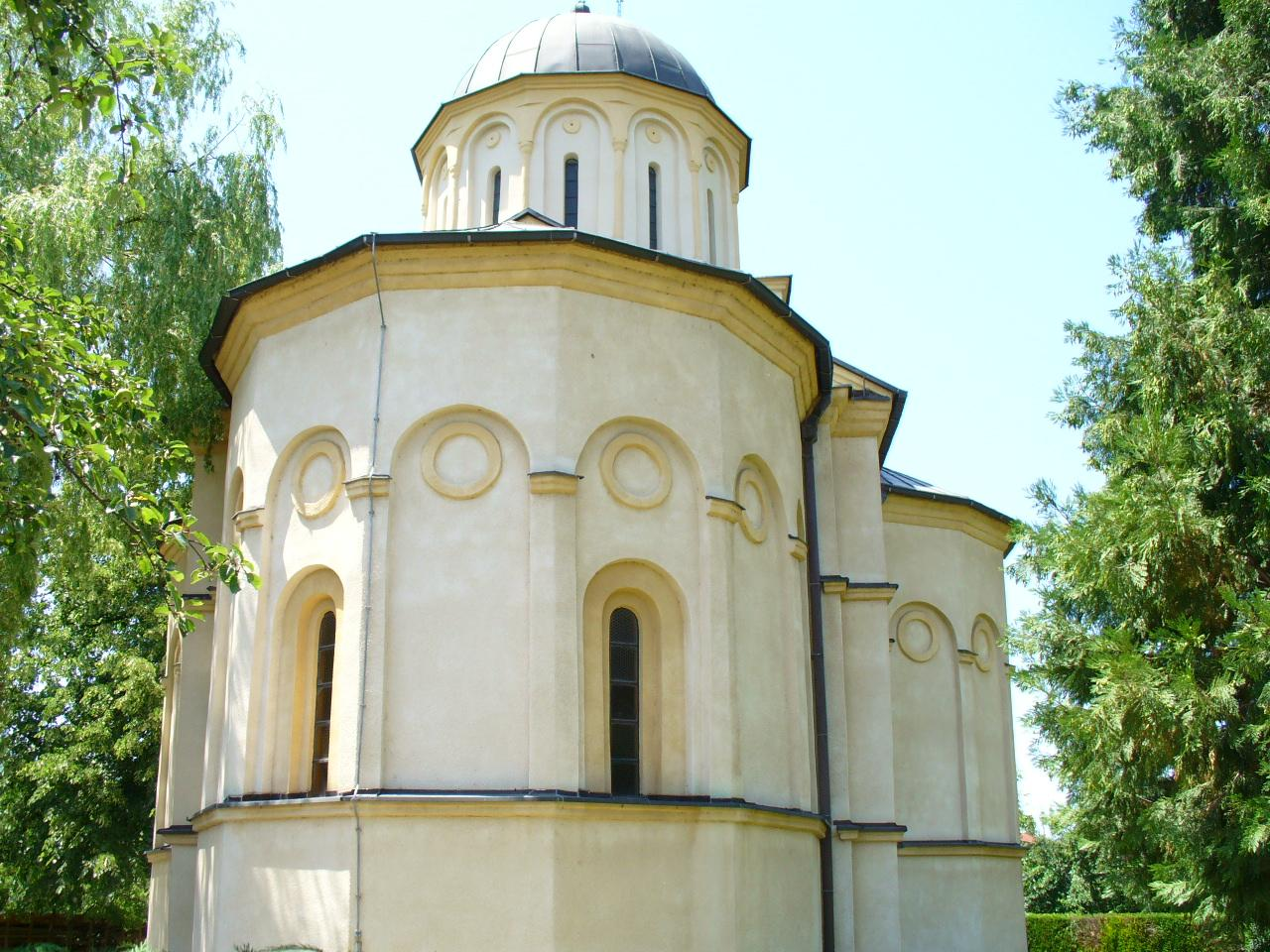
Az ortodox templom

Jugoszlávia megszállása után a Független Horvát Állam (NDH) része lett. Már az NDH kikiáltása után létrejött a városban az usztasa uralom, és az usztasák a háború végéig megszállás alatt tartották a várost. A Banja Luka-i helyőrség és a németek támogatásával sikerült ellenállniuk a város felszabadítására irányuló több partizánkísérletnek. A kotorvaroši partizánok a tizennegyedik közép-boszniai dandárba és a szomszédos helyi egységekhez kerültek. A község felkelők uralta területei Šiprage és Maslovare voltak, amelyek több partizán egység erős fellegvára és menedéke voltak. Itt (a Demićka-szorosban) működött a 12. partizánhadosztály kórháza. Šiprag és Maslovar térségében a háború legelején több helyi partizán alakulat is működött, amelyeket később a megérkezett nagyobb alakulatokba vontak be.
A második világháború után 1992-ig Kotor Varoš a szocialista Jugoszlávia részeként a Bosznia-Hercegovinai Népköztársasághoz tartozott. 1992 és 1995 között fegyveres harc tört ki Kotor Varošban. Kotor Varoš község területén a háború elején 1500 felfegyverzett horvát és muszlim élt, míg a másik oldalon pedig mintegy 400 fegyveres szerb volt. A község területén a harcok 1992 novemberéig tartottak, amikor a horvát-muszlim koalíció utolsó fellegvára, Večići falu is elesett. A helyi lakosságot a Boszniai Szerb Köztársaság újonnan megalakult kormánya által szervezett táborokban ölték meg, vagy kiűzték, fogva tartották és kínozták. Körülbelül 3000 embert öltek meg, körülbelül 20 000 bosnyákot és horvátot pedig kiutasítottak. Csak Grabovicában mintegy 200 bosnyák tűnt el, Večićiből, Hrvaćaniból és más környező falvakból pedig további 370 civilt keresnek. A Vrbanja-völgyi bosnyákok üldözéséről a világ legnevesebb médiaügynökségei élőben számoltak be. A daytoni békeszerződést követő területfelosztásnál a városés a község a Szerb Köztársaság területéhez került.

## Gazdaság
A mezőgazdasági területek a település teljes területének 38%-át teszik ki. A település hegyvidéki domborzata a magasságkülönbséggel és a mérsékelt-kontinentális éghajlat lehetővé teszi a mezőgazdasági termelés különböző ágainak, azaz a különböző mezőgazdasági növényeknek a fejlődését.

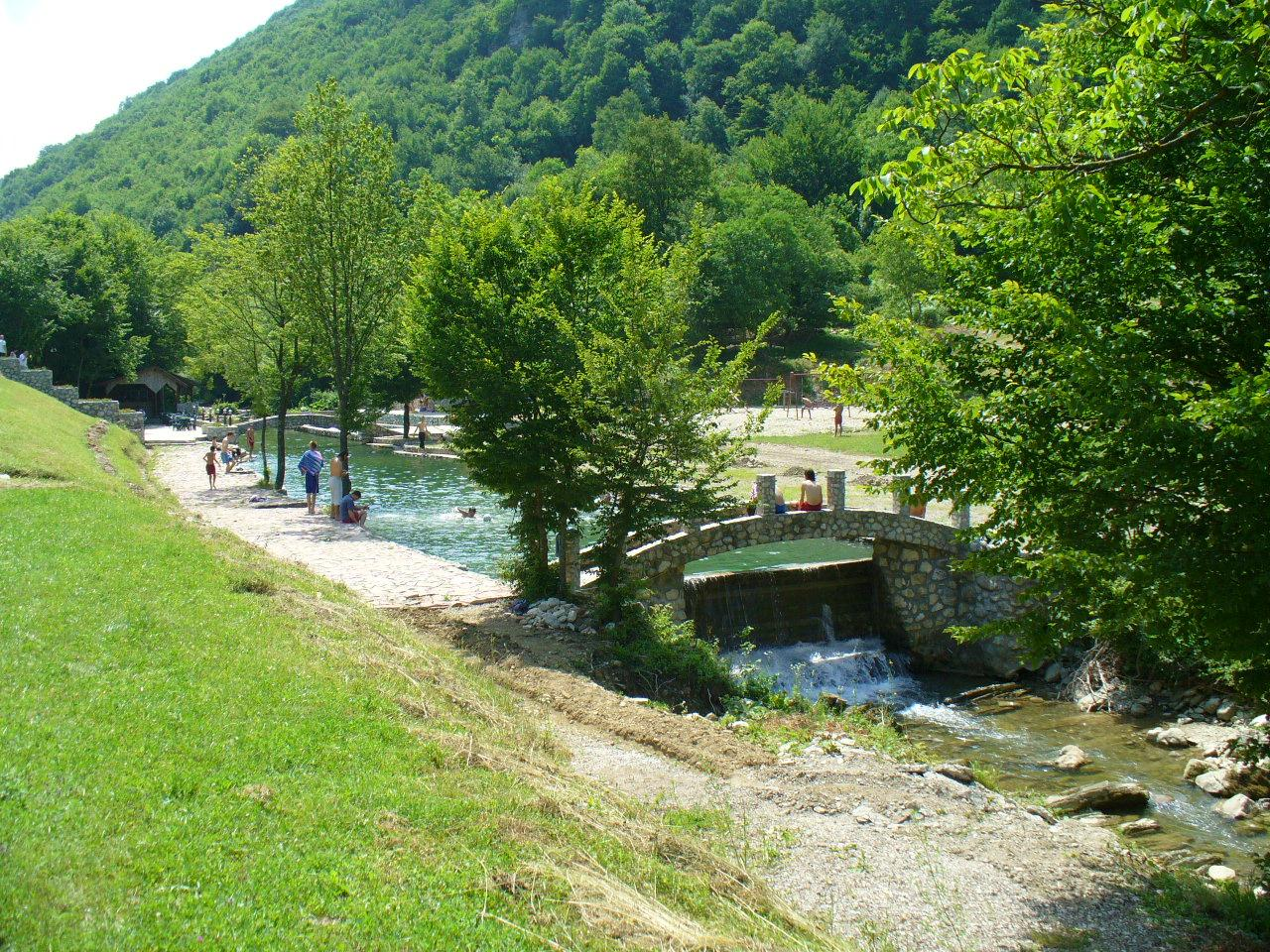
A Jakotina-patak festői völgye Kotor vára alatt

## Kultúra
Kotor Varoš község területén két kulturális intézmény működik: a Kulturális és Információs Központ és a Kotor Varoš Nemzeti Könyvtár. A kulturális intézmények mellett a polgári egyesületek is hozzájárulnak a gazdag kulturális élethez és a kultúra általános fejlődéséhez: SPKD „Prosvjeta”, KUD „Sloga”, „Žubor” etnocsoport, „Omladinska Scena” drámaszekció és a „Mokret za Kotor Varoš” UG. A színház hiánya nagy hátrány, amit a mozi területén való vendégszereplésekkel kompenzálnak.

## Oktatás
Az alapfokú állami oktatás első intézményét az osztrák-magyar építészet klasszikus példájaként a Kotor Varoš-i Vegyes Állami Általános Iskolát a Tartományi Kormányzat Építési Osztálya tervezte 1897-ben. Építése 1902-ben fejeződött be, és 22 300 koronába került az államnak. Ez volt az első állami állami iskola az akkori Kotor Varoš-i körzetben, és az elsők között Bosznia-Hercegovina északi részén. Az iskola az oktatás bástyája volt, és döntő szerepe volt az analfabétizmus felszámolásában. Egészen a boszniai háború előttig a tanítási órákat a régi iskola épületében tartották. Elhanyagolása és pusztítása az 1990-es évek háborújához köthető, amikor az első menekültek megérkeztek az egykori osztálytermekbe.
- „Sveti Sava” Általános Iskola.
- „Larisa Šugić” Városi Óvoda
- „Nikola Tesla” Középiskolai Oktatási Központ

## Sport
- FK „Mladost” labdarúgóklub
- KK „Mladost” kosárlabdaklub
- RK „Kotor Varoš” kézilabdaklub
- KK „Ipon” karateklub

## Nevezetességei
- Kotor középkori várának maradványai a Jakotina-folyó bal partján egy karsztdomb tetején, egy 60x30 méteres területen találhatók. a várból mára csekély falmaradványok és az egykori három toronyból a Vrbanja felé eső hengeres torony maradt fenn. A vár a Kotor-Varoš-medence feletti, nehezen megközelíthető dombra épült. Arról nincs információ, hogy ki és mikor építette, és ki volt az első, aki a birtokosa volt. A vár körülbelül 40 méter hosszú és körülbelül 6-12 méter széles. A kőfalak körülbelül két méter vastagok. A keleti részen szinte túlnyúlik a Jakotina éles kanyarulata fölött a meredek oldalon, ami egy kicsi, gyönyörű, körülbelül 7 méter magas vízesést hoz létre. A várban egy torony maradványai találhatók, amely körülbelül 5 méter széles volt. Kőlépcsők ereszkednek le róla egy keményen megépített és jó állapotú börtönbe, melynek falai a Jakotina folyó medrébe a vízesés fölé érnek. A torony és a börtön jelenlegi állapota a középkori kultúra egyik fontos műemléke, a gondatlanságnak és elhanyagoltságnak szomorú példája. A helyi hatóságok nem akarják, vagy nem tudják, hogyan hasznosítsák őket értékes és jövedelmező turisztikai bevételi forrásként.
- A Legszentebb Istenszülő születése tiszteletére szentelt ortodox temploma

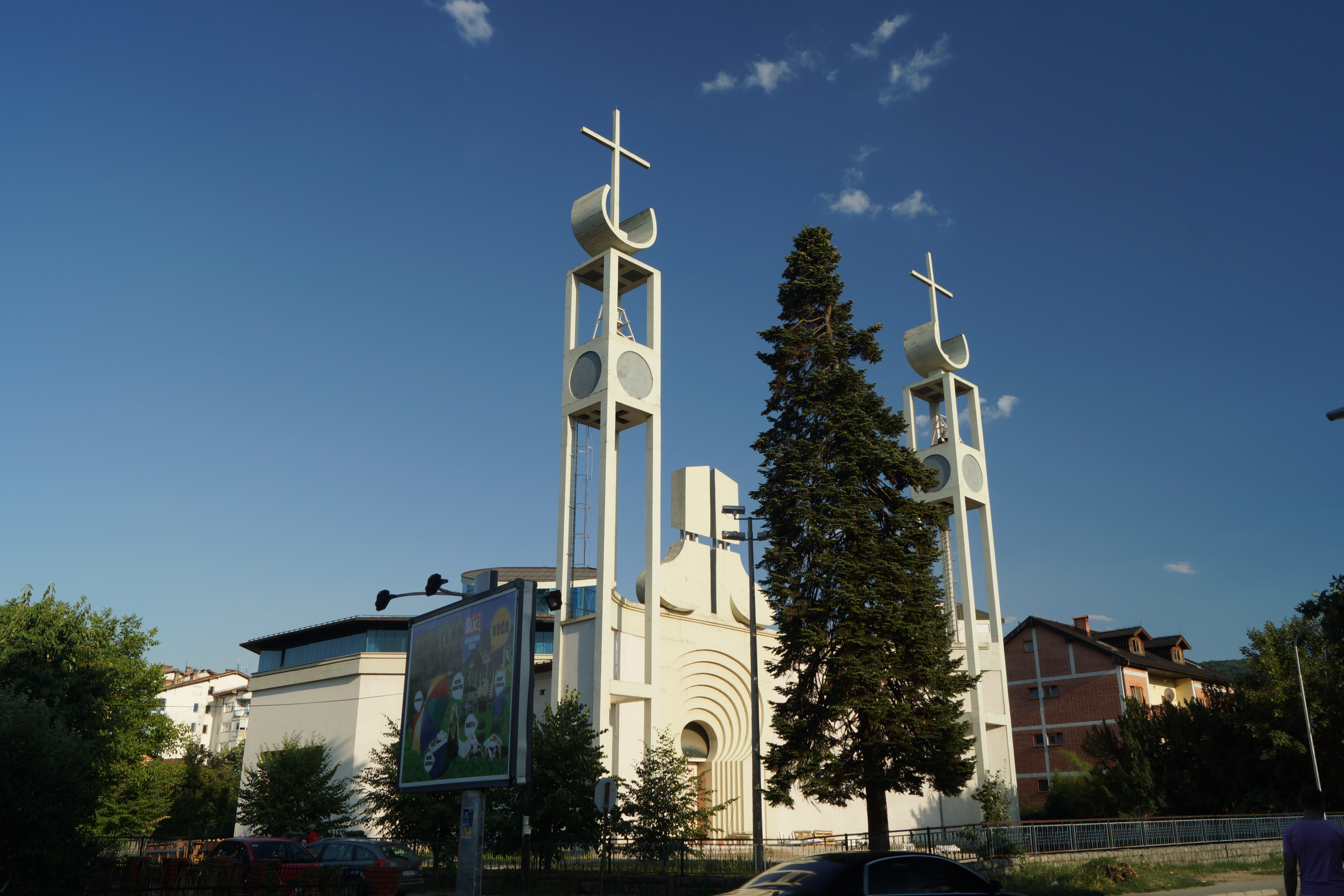
A római katolikus plébániatemplom

- A Kisboldogasszony tiszteletére szentelt római katolikus plébániatemploma. Az első plébániatemplom 1891-1892-ben épült. 1987-ben lebontották, helyére új, nagy, két harangtornyos templomot építettek. 1992. június 11-én szerb szélsőségesek gyújtották fel. Abban az évben többször is aláaknázták a tornyot és a templom maradványait. Ennek ellenére az építkezés szilárdsága miatt a templomot nem rombolták le teljesen, így a rekonstrukció lehetséges volt, de a károk óriásiak voltak. A templom helyreállítása 2001-ben kezdődött.[20]
- A Mehmed Fatih szultán városi központi mecset felavatása 2014-ben történt, miután 1992-ben a boszniai háború idején lerombolták.[21]
- Donji Varoš-i mecset. A Donji Varoš-i mecsetet 1938-ban nyitották meg, az Imamović család által adományozott földterületen. A szerb félkatonai és rendőri erők 1992-ben a földdel tették egyenlővé.[22] Muho Imamović, aki megpróbálta megakadályozni a bontást, szó szerint a mecsettel együtt lett a merénylet áldozata. Újjáépítése 2000-ben kezdődött és 2012-ben avatták fel ünnepélyesen.
- A Sofu Mehmed pasa mecset 1604 előtt épült. A mecset helye a történelem során változott. Egykor a Kotor-hegy tetején állt, amint azt a régi város falai is bizonyítják. Jelenlegi helyén 1972-ben nyílt meg, de 20 évvel később 1992 júliusában a szerb erők felgyújtották, majd lerombolták. 2002-ben kezdték meg az újjáépítését és 2017-ben nyitották meg ünnepélyesen.

## Fordítás
- Ez a szócikk részben vagy egészben  a   Kotor-Varoš című bosnyák Wikipédia-szócikk ezen változatának fordításán alapul.  Az eredeti cikk szerkesztőit annak laptörténete sorolja fel. Ez a jelzés csupán a megfogalmazás eredetét és a szerzői jogokat jelzi, nem szolgál a cikkben szereplő információk forrásmegjelöléseként.
- Ez a szócikk részben vagy egészben  a   Kotor Varoš című horvát Wikipédia-szócikk ezen változatának fordításán alapul.  Az eredeti cikk szerkesztőit annak laptörténete sorolja fel. Ez a jelzés csupán a megfogalmazás eredetét és a szerzői jogokat jelzi, nem szolgál a cikkben szereplő információk forrásmegjelöléseként.
- Ez a szócikk részben vagy egészben  a(z)   Котор Варош című szerb Wikipédia-szócikk ezen változatának fordításán alapul.  Az eredeti cikk szerkesztőit annak laptörténete sorolja fel. Ez a jelzés csupán a megfogalmazás eredetét és a szerzői jogokat jelzi, nem szolgál a cikkben szereplő információk forrásmegjelöléseként.